# Odontobatrachus
Az Odontobatrachus a kétéltűek (Amphibia) osztályába, a békák (Anura) rendjébe és az Odontobatrachidae családjába tartozó nem. Egy 2014-ben végzett kutatás során Barej, Rödel, Loader & Schmitz a nemet elkülönítette a már ismert Petropedetes nemtől, és az új családot a már ismert Petropedetidae családtól különválasztotta.

## Taxonómiai helyzete
A nemet eredetileg a a Petropedetidae család Petropedetes nemébe sorolták, ezért a típusfaj a Petropedetes natator (Boulenger, 1905). A közelmúltban végzett morfológiai és genomikai vizsgálatok azonban kimutatták, hogy a faj nemcsak a Petropedetidae családtól, hanem az összes többi létező családtól is kladisztikailag idegen. Továbbá kiderült, hogy az Odontobatrachidae család meglehetősen ősi, a becslések szerint a középső kréta időszakban, mintegy 80–90 millió évvel ezelőtt keletkezett. Következésképpen egy új családot és nemet jelöltek ki, az Odontobatrachidae családot és az Odontobatrachus nemet. A taxon evolúciós történetének részletei azonban még mindig nyitottak alternatív értelmezési lehetőségek előtt.

## Előfordulása
Az Odontobatrachus a felső-guineai erdőkben, Libériában, Sierra Leonéban, Elefántcsontpart nyugati területein honos. Gyakran fordul elő erdős vidéken, erős áramlású, zúgókkal teli hegyi patakok közelében. Elterjedése nem egybefüggő, de ahol a faj előfordul, ott egyedszáma nagy. Az emberi települések és az olyan tevékenységek, mint a fakitermelés, a mezőgazdaság és a bányászat ökológiai veszélyt jelentenek a fajra, ami az erdei élőhelyek elvesztését okozza, bár vannak védett területeik.

## Megjelenése
A gyors áramlású hegyi patakokban élő számos fajéhoz hasonlóan az Odontobatrachus ebihalai áramvonalasak, lapított testalkatúak, és nagy, szívószerszámszerű szájukkal a sziklákhoz tapadnak, dacolva az erős áramlással.
A kifejlett Odontobatrachus egyedek differenciáldiagnózisát számos olyan jellemző támasztja alá, amelyek megkülönböztetik a fajt más helyi békafajoktól, és különösen a Petropedetidae-féléktől. Külső megjelenésüket tekintve közepes méretű békák, testhosszuk legfeljebb 65 mm. A bőr szemcsés szerkezetű, mirigyekből alkotott barázdákkal. Oldalvonalszervük nincs, de a hímeknél hüvelykpárnák vannak. A felső állkapcsokban sűrűn állnak az élesen hegyes, kissé visszahajló fogak, amelyek közül néhány az ekecsonton is előfordul. Ezzel szemben az alsó állkapcsokon csak egy-egy nagy, élesen hegyes, agyarszerű, visszahajló fog található. Bizonyított, hogy az Odontobatrachus, legalábbis alkalmanként, lenyel békákat, de nem biztos, hogy azt fogazatuk tükrözi, hogy a viszonylag nagy békákat rendszeresen fogyaszják vagy csak opportunista ragadozók.
A Petropedetidae család több szempontból is különbözik az Odontobatrachustól, többek között abban, hogy az állkapcsukban nincsenek agyarszerű fogak, és hogy vagy nincsenek hangszalagjaik, vagy ha vannak is, azok mediálisak; az Odontobatrachus nembeli békáknak oldalsó állású hangszalagjai vannak.

## Rendszerezés
A nembe az alábbi fajok tartoznak:
- Odontobatrachus arndti Barej, Schmitz, Penner, Doumbia, Sandberger-Loua, Emmrich, Adeba & Rödel, 2015
- Odontobatrachus fouta Barej, Schmitz, Penner, Doumbia, Brede, Hillers & Rödel, 2015
- Odontobatrachus natator (Boulenger, 1905)
- Odontobatrachus smithi Barej, Schmitz, Penner, Doumbia, Sandberger-Loua, Hirschfeld, Brede, Emmrich, Kouamé, Hillers, Gonwouo, Nopper, Adeba, Bangoura, Gage, Anderson & Rödel, 2015
- Odontobatrachus ziama Barej, Schmitz, Penner, Doumbia, Hirschfeld, Brede, Bangoura & Rödel, 2015